# Chone aurantiaca
Chone aurantiaca är en ringmaskart som först beskrevs av Herbert Parlin Johnson 1901. Enligt Catalogue of Life ingår Chone aurantiaca i släktet Chone och familjen Sabellidae, men enligt Dyntaxa är tillhörigheten istället släktet Chone och familjen Sabellariidae. Arten har ej påträffats i Sverige. Inga underarter finns listade i Catalogue of Life.